# Enchocrana
Enchocrana là một chi bướm đêm thuộc họ Geometridae.

## Các loài
- Enchocrana lacista Turner, 1930